# Fundamentele wetenschap
Fundamentele wetenschap is het deel van de wetenschap dat zich richt op grondbeginselen en basismechanismen. Het gaat daarbij om kennis omwille van de kennis, zonder dat een concrete toepassing in zicht hoeft te zijn. Daarom wordt het ook wel "zuivere" wetenschap genoemd. Fundamentele wetenschap of fundamenteel onderzoek staat tegenover toegepaste wetenschap of toegepast onderzoek. Vrijwel ieder wetenschappelijk vakgebied valt op te delen in een fundamenteel en een toegepast deel.

## Universiteiten
Fundamentele wetenschap of fundamenteel onderzoek wordt veelal verricht aan universiteiten, aan daarmee verbonden instituten of door nationale onderzoeksinstanties bekostigde onderzoeksinstituten. Dit in tegenstelling tot bijvoorbeeld de laboratoria van het bedrijfsleven of ministeries waar de beoefende wetenschap nauw verbonden is met bedrijfseconomische of beleidsgerichte doelstellingen. Fundamenteel onderzoek aan universiteiten wordt vaak verricht door jonge onderzoekers die zich voorbereiden op een academische promotie (die de dr. titel oplevert).

## Fundamenteel onderzoek, theorie en empirie
Fundamenteel onderzoek is gericht op het genereren van nieuwe kennis over processen of structuren, die als fundamenteel wordt gezien. Het werk is geïnspireerd op vragen vanuit de wetenschap zelf. Nieuwe gegevens en nieuwe theorievorming staan voorop, niet het oplossen van praktische problemen. Vooraf is niet goed te zeggen wat de uitkomsten zijn. Het verrichten van empirisch onderzoek gaat gepaard met het ontwikkelen van hypothesen en het toetsen van theorie. Deze theorievorming en het vergaren van nieuwe gegevens wordt wel weergegeven met de zogenaamde empirische cyclus.

Empirische cyclus volgens Jan van Eijck (1982) in vier fases.

Deze empirische cyclus is in Nederland ontwikkeld door Adriaan de Groot en is een veelgebruikt model om de fasering van onderzoek aan te geven. Deze cyclus is kenmerkend voor de stappen van theoriegestuurd onderzoek, en bestaat uit de cyclus van het waarnemen, proberen en evalueren van het resultaat. Dit onderzoeksproces wordt geïnitieerd door een kennisprobleem. In de empirische cyclus zijn volgens Korzilius (2000) vijf fasen te onderscheiden: Observatie, inductie, deductie, toetsing en evaluatie.. Van Eijck (1982) onderscheidde hier vier fases, zoals in de figuur is aangegeven.

## Fundamenteel onderzoek en toepassing
Fundamenteel onderzoek wordt van wezenlijk belang geacht voor ongestoorde kennisontwikkeling en wordt ook wel vrije wetenschap genoemd. Vrijwel iedereen onderkent het belang van kennis die is ontwikkeld in een vrije en kritische sfeer en die niet meteen aan toepassingen gekoppeld is. Toch zijn fundamenteel onderzoek en toegepast onderzoek wel met elkaar verbonden, via missie-gericht of op toepassingen gericht onderzoek. Vrijwel iedereen onderkent namelijk ook dat uiteindelijk de meeste kennis wel gepaard moet gaan met een vorm van toepassing. Zowel binnen grote industriële laboratoria als bij de universiteiten bestaan meer op toegepast onderzoek en meer fundamenteel onderzoek naast elkaar, maar niet los van elkaar.